# Skeppshulta sjö
Skeppshulta sjö är en sjö i Alvesta kommun och Växjö kommun i Småland och ingår i Mörrumsåns huvudavrinningsområde. Sjön har en area på 0,356 kvadratkilometer och ligger 206 meter över havet.

## Delavrinningsområde
Skeppshulta sjö ingår i det delavrinningsområde (632162-142525) som SMHI kallar för Inloppet i Dansjön. Medelhöjden är 193 meter över havet och ytan är 47,83 kvadratkilometer. Räknas de 5 avrinningsområdena uppströms in blir den ackumulerade arean 135,36 kvadratkilometer. Lekarydsån som avvattnar avrinningsområdet har biflödesordning 2, vilket innebär att vattnet flödar genom totalt 2 vattendrag innan det når havet efter 105 kilometer. Avrinningsområdet består mestadels av skog (63 procent) och jordbruk (15 procent). Avrinningsområdet har 0,35 kvadratkilometer vattenytor vilket ger det en sjöprocent på 0,7 procent. Bebyggelsen i området täcker en yta av 3,06 kvadratkilometer eller 6 procent av avrinningsområdet.